# Bedřich Smetana
Bedřich Smetana (ˈbɛdr̝ɪx ˈsmɛtana; Litomyšl, 1824. március 2. – Prága, 1884. május 12.) cseh zeneszerző, akinek a nevéhez később a nemzete függetlenedéséhez kapcsolódó zenei motívumvilág megteremtése fűződik. Emiatt hazájában sokan a cseh zene atyjának tekintik. Nemzetközileg elismertté Az eladott menyasszony című operája és a zeneszerző otthonának történetét, legendavilágát és tájait bemutató Má vlast (Hazám) ciklus tette, melynek legismertebb tétele a Vltava (Moldva), illetve az Életemből az e-moll vonósnégyes nyitánya.
Smetana a zongorázás terén őstehetségnek számított. Első koncertjét hatéves korában adta. Miután kötelező tanulmányait teljesítette, Josef Proksch kezei alatt tanult Prágában zenélni. Első nemzeti érzelmű szerzeménye a Habsburgok elleni 1848-as felkelés idején született. A harcokban rövid ideig maga is részt vett. Miután Prágában nem sikerült megalapoznia a jövőjét, Svédországba költözött, ahol tanárként és karmesterként dolgozott Göteborgban. Itt fogott hozzá a nagyívű zenekari műveihez. Ezalatt Smetana kétszer megnősült, a két házasságból hat gyermeke született, akik közül hárman csecsemőkorukban meghaltak.
Az 1860-as években érezhető szabadabb politikai légkör hatására Smetana végleg visszaköltözött Prágába. Hamar belevetette magát a cseh zenei életbe, és az új cseh opera egyik első híres egyénisége volt. Első két operáját, melyeknek címe A brandenburgiak Csehországban, illetve Az eladott menyasszony, 1866-ban az újonnan megnyílt Tartományi Színházban mutatták be. Utóbbi hatalmas sikert aratott már az első előadáson. Smetana még abban az évben a színház vezető karmestere lett, de ekkoriban sok kritika érte a munkája miatt. A városban olyan csoportok alakultak, akik szerint rossz hatással van egy könnyen felismerhető cseh opera létrejöttére az, ha Smetana azonosul Liszt Ferenc vagy Richard Wagner túlságosan haladónak ítélt gondolataival. Ez az ellenállás megtörte a kreatív alkotási ritmusát, és egészségének megromlásával is kapcsolatba hozható, melynek következtében 1874-ben ott kellett hagynia a színházat.
Bár ez év végére teljesen elvesztette a hallását, a színházi kötelezettségek okozta stressz elmúltával az egész hátralévő életében aktívan alkotott, zenét szerzett. Már korában is nagyra értékelték a cseh művészetért és kultúráért végbe vitt teljesítményét. Idegileg azonban összeomlott, és emiatt utolsó éveit elmegyógyintézetben töltötte.
Smetanát hazájában halála után is a cseh zene atyjának tartották, és a kritikusok kortársainál s követőinél is többre értékelik az ő munkásságát. Ennek ellenére viszonylag kevés munkája tett szert nemzetközi hírnévre, a legtöbb külföldi forrás Antonín Dvořákot jelentősebbnek tartja.

## Élete

### Családja és gyermekkora
Bedřich Smetana Friedrich Smetana néven 1824. április 28-án Prágától keletre, a Habsburg Birodalomhoz tartozó Csehország és Morvaország határán, Litomyšlben látta meg a napvilágot. František Smetana és harmadik feleségének, Barbora Lynkova harmadik közös gyermeke, első fia. Františeknek előző két házasságából volt még nyolc gyermeke, akik közül öt lánya élte túl a csecsemőkort. Barborával további tíz gyermekük volt, akik közül csak hét érte meg a felnőttkort. Az ekkor Habsburg-uralom alatt álló Csehországban a német volt a hivatalos nyelv. Bár František tudott csehül, gazdasági és társadalmi okokból kifolyólag ritkán használta. Emiatt gyermekei csak felnőttként tanultak meg szabályosan beszélni csehül.

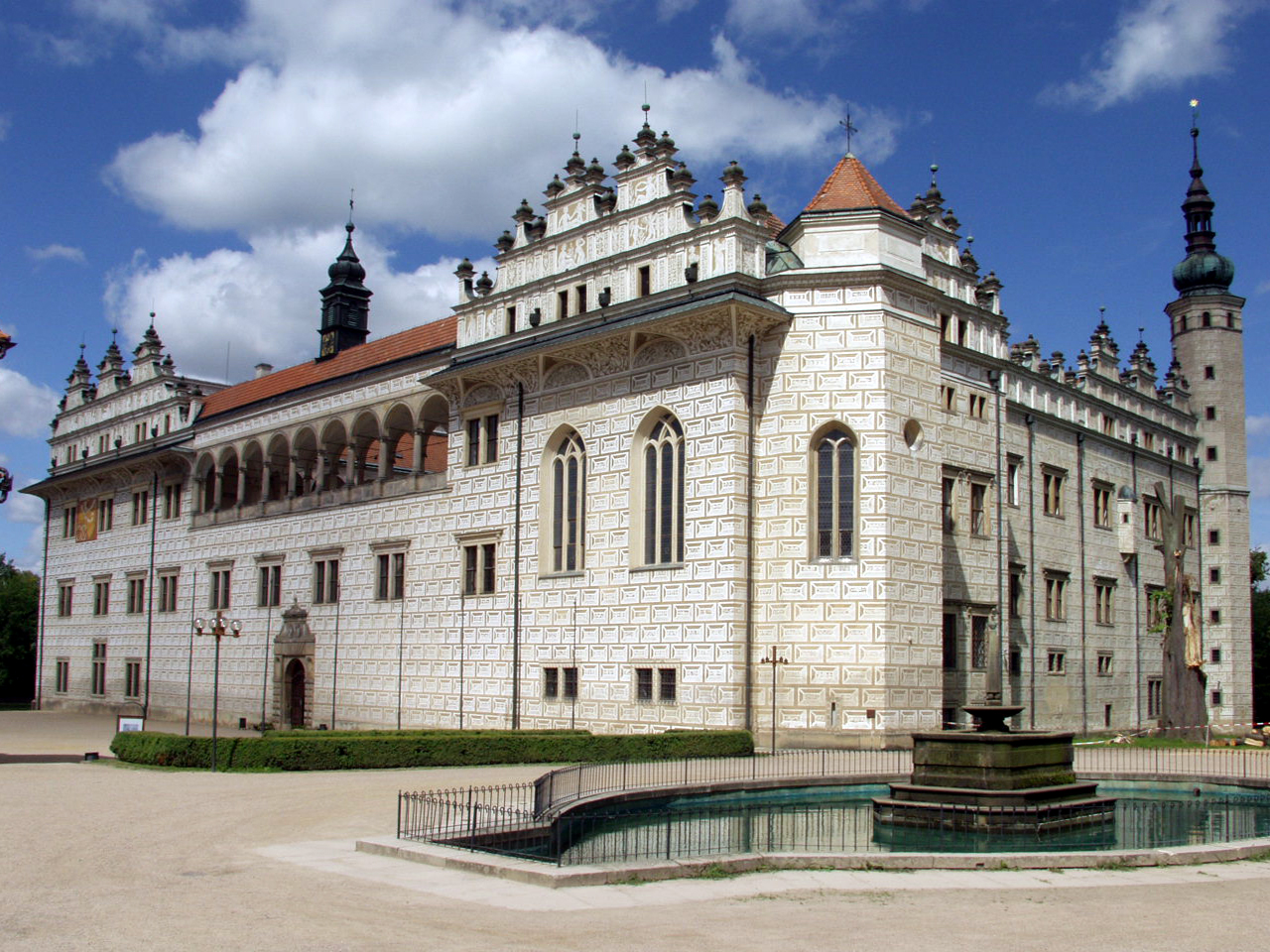
Waldstein gróf kastélya Smetana szülővárosában, a cseh Litomyšlben

Smetanáék Csehország Hradec Králové régiójából származtak. František kitanulta a sörfőzést és a vendéglátást, s a napóleoni háborúk idején, mivel ruhát és kvártélyt tudott biztosítani a francia csapatoknak, tisztes jómódra tett szert. Már több sörözője volt azelőtt is, hogy 1823-ban Waldstein báróhoz költözött volna Litomyšlbe. Gazdájának kastélya egyben a város leglátványosabb épülete, ékköve is volt.
Bár az idősebb Smetana sehol nem tanult zenélni, vele született tehetsége volt hozzá, és még egy vonósnégyesben is játszott. Bedřicht édesapja 1830-ban, hatévesen vezette be a hangszerek rejtelmeibe. A későbbi zeneszerző ekkor adta első koncertjét. Litomyšl Filozófiai Akadémiáján Auber A portici némájának nyitányát adta elő zongorára áthangszerelve. Az előadás vegyes fogadtatást kapott. 1831-ben a család Csehország déli részébe, Jindřichův Hradecbe költözött, abba a körzetbe, ahol egy évszázaddal később Gustav Mahler nőtt fel. Smetana itt végezte el általános iskolai és gimnáziumi tanulmányait. Hegedülni és zongorázni tanult itt, megismerkedett Mozart és Beethoven munkáival, és elkezdett egyszerűbb előadásokat komponálni. Ezek közül egy, a (Kvapiček, magyarul Kisgalopp) piszkozatként fennmaradt.
1835-ben František nyugdíjba ment, és elköltözött egy délkelet-csehországi birtokra. Mivel a közelben nem volt megfelelő iskola, fiát egy jihlavai gimnáziumba küldte, ahol azonban a honvágy miatt nem tudott tanulni. Így átjelentkezett a premontreiek Německý Brod-i iskolájába, ahol megjött a kedve, és sokkal jobban haladt a leckével. Barátai között felfedezhető Karel Havlíček, későbbi forradalmár költő, aki azzal, hogy Prágába költözött, befolyásolhatta Smetanát, hogy ő is a fővárosban folytassa az életét. A következő évtől édesapja jóváhagyásával beiratkozott a Prágai Akadémia Gimnáziumának egyik osztályába, melyet az ellentmondásos Josef Jungmann, a cseh nemzeti megújhodás mozgalmának egyik kulcsszereplője vezetett.

### Zenei tanulmányai

#### Első lépések
Smetana 1839 őszén érkezett meg Prágába. Mivel Jungmann iskolája számára túlságosan idegennek számított, Smetana lassan elkezdett kimaradozni az órákról. Koncertekre, operába járt, katonai rézfúvósokat hallgatott, és belépett egy vonósnégyesbe is, amelynek rövidebb darabokat írt. Liszt prágai zongorahangversenyei után úgy érezte, ő csak a zenei pályán találja meg számítását. Saját szavaival élve „Isten kegyelmével és segítségével egy napon a technika terén Liszt, a komponálás terén pedig Mozart leszek”. Az idill azonban véget ért, amint František rájött fia kicsapongó életmódjára. Ekkor elvitte a városból. Apja ekkoriban a zenét szabadidős elfoglaltságnak tartotta, és nem látott benne karrierlehetőséget. Smetanát átköltöztették Nové Městóba nagybátyjához, ahol rövid időre szerelmes lett unokatestvérébe, Louisába. Ennek a románcnak állított emléket a Louisa Polka, Smetana legrégebbi fennmaradt szerzeménye.
Unokabátyja, Josef Smetana, a pilseni Premontrei Iskola tanára ajánlotta fel, hogy figyel majd a fiúra hátralévő tanulmányi ideje alatt. Ezek után Smetana 1840-ben Pilsenbe költözött. Egészen 1843-ig, tanulmányai befejezéséig ott maradt. Sokat lendített a város életén, hogy jól értett a zongorához, ennek köszönhetően változatos társasági életet élt, és többször felbukkant különböző éjszakai mulatókban. Több románcban is része volt. Ezek közül a legfontosabbat Kateřina Kolářovával tartotta fenn. A lányt már kora gyermekkora óta ismerte. Smetana teljesen beleszeretett. Naplójában egyszer ezt írta: „Ha nem vagyok vele, teljesen úgy érzem, mintha tűkön ülnék, egyszerűen nem tudok lenyugodni." Több zenét is neki szerzett, többek között két quadrillet, egy duettet, és egy félbehagyott, bal kézre írt zongoraleckét. Ekkor született első oratórikus műve, egy b-moll menüett.

#### Diák és tanár
Mire befejezte tanulmányait, édesapja gazdagsága leáldozóban volt. Bár ekkor már beleegyezett abba, hogy fia a zene területén próbáljon meg boldogulni, ehhez már nem tudott anyagi támogatást biztosítani. Smetana 1843. augusztusban 20 forinttal a zsebében elhagyta Prágát. Mivel még semmilyen zenei képzést nem kapott, Kateřina Kolářová édesanyja bemutatta Josef Prokschnak, a Prágai Zenei Intézet vezetőjének. Kateřina ekkoriban az intézet hallgatója volt. Proksch a legmodernebb tanítási módszereket alkalmazta, és olyan zeneszerzők művei alapján tanított, mint Beethoven, Chopin, Berlioz vagy Liszt lipcsei társasága. 1844. januárban Proksch beleegyezett, hogy felvegye Smetanát a tanulói közé. Ugyanekkor megoldódni látszódtak az anyagi gondok is, ugyanis felvették egy cseh nemesi családhoz, a Thun családhoz, mint zongoraoktatót.
A következő három évben Smetana a Thun-gyerekeknek zongoraórákat adott, ugyanakkor ő maga zeneelméletet és komponálást tanult Prokschnál. Többek között tánczenék, dalok, impromptuk, bagatellek és a G-dúr zongoraszonáta kerültek ki a kezei alól. 1846-ban részt vett Berlioz prágai koncertjén, és minden valószínűség szerint Proksch egyik fogadásán személyesen is találkozott a francia mesterrel. Thunéknál találkozott Robert és Clara Schumann-nal, akiknek megmutatta a g-moll szonátáját. Ők azonban nem voltak tőle elragadtatva, túlságosan is érezték rajta Berlioz hatását. Eközben elmélyült a kapcsolata Kateřinával. Mikor 1847-ben otthagyta a Thun családot, Smetana őt javasolta utódjának. Tanulmányai után nekivágott Nyugat-Csehországnak, hogy reményeit beteljesítve megbecsült, koncerteken szereplő zongorista legyen.

### Karrierje elején

#### Forradalmár
Smetana nyugat-csehországi koncertkörútját alig támogatták, így vissza kellett térnie Prágába. Itt magántanulókat fogadott, valamint ritkán egyedül és kamarakórusokkal együtt is fellépett, és az így szerzett pénzből tartotta el magát. Ekkor kezdett el dolgozni első nagyobb lélegzetvételű zenekari művén, a d-moll nyitányon.

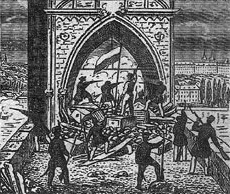
A prágai Károly hídon emelt barikádok képe. Smetana rövid ideig beállt a forradalmárok közé

1848-ban Smetana belekóstolt a forradalom ízébe. A közéleti változások jegyében Smetana egyik régi barátja − Karel Havlíček − demokráciapárti mozgalmat alapított, mely sürgette a Habsburg abszolutizmus felszámolását és a politikai autonómia minél szélesebb körbe való kiterjesztését. A várost érő esetleges támadások kivédésére megalapították a polgárőrséget (csehül: "Svornost") Smetana több hazafias darabot írt, többek között egy-egy indulót a Cseh Nemzeti Gárda, illetve a Prágai Egyetem Hallgatóinak Légiója számára. Egy további művére Kollár János azt mondta, az a „szabadság dala". 1848 júniusában a császári hadak megindultak Prágába, hogy Windisch-Grätz herceg vezetésével visszaszorítsák a felkelést. Smetana, mint a Svornost tagja, segített a Károly híd körüli barikádok megerősítésében. A kísérleteket hamar elfojtották, de Smetana megmenekült attól, hogy a mozgalom vezetőihez – köztük Havlíčekhez – hasonlóan bebörtönözzék vagy száműzzék. Rövid svornosti tagsága alatt ismerkedett meg Karel Sabina vezető radikális íróval, aki megírta a zeneszerző első két operájának a librettóját.

#### A Zongoraintézetnél
1848 elején Smetana levelet írt Liszt Ferencnek, akivel akkor még nem találkozott, hogy hadd ajánlja neki az új zongorahangversenyét, a Hat prelúdiumot, és Liszt szíveskedjék a művet kiadásra javasolni. Ugyanekkor 400 forintnyi hitelt is kért tőle, melyből zeneiskolát akart nyitni. Liszt gyorsan válaszolt, megköszönte, hogy Smetana hozzá írja a darabot, és megígérte, segít kiadót találni. Pénzügyi segítséget azonban nem tudott nyújtani. Ez a biztatás volt a gyümölcsöző barátság első lépése. Annak ellenére, hogy Liszt nem tudott anyagilag hozzájárulni, Smetana augusztus végén 12 tanulóval megnyitotta a Zongoraintézetet. A kezdeti pénzügyi nehézségek ellenére az Intézet gazdaságilag megalapozta a jövőjét, és hamarosan divatossá vált oda járni. Leginkább a cseh nacionalizmus támogatói jelentek itt meg, akik Smetanát egyre többre tartották. Proksch Smetanának írt ajánlólevelében így fogalmazott: „Ő át tudja ültetni a cseh nyelvvel kapcsolatos elképzeléseimet is." 1849-ben az intézetet átköltöztették Kateřina szüleinek lakhelyére, ahol sokféle vendég megfordult: Liszt gyakori vendégnek számított, de a Prágában székelő Ferdinánd is gyakran részt vett a matiné előadásokon. Smetana szereplése a prágai zenei élet meghatározó eseményei közé tartozott ekkoriban. Ebben a pénzügyileg viszonylag kiszámítható időszakban, 1849. augusztus 27-én vette feleségül Kateřinát. 1851 és 1855 között négy lánya lett a párnak.

#### Kibontakozó zeneszerző
1850-ben − forradalmár beállítottsága ellenére − Smetana elfogadta Ferdinánd prágai várában a neki felajánlott udvari zongorista tisztet. Emellett továbbra is tanított a Zongoraiskolában, és egyre inkább a komponálásnak szentelte életét. Ekkoriban olyan háromrészes műveket írt zongorára, mint a később az Az eladott menyasszonyban is felcsendülő Menyegzői darabok. Ekkor írta az Albumlap cím alatt összegyűjtött, saját tapasztalatait összefoglaló rövid darabokat, és az egyik polkasorozatát. 1853-54-ben a Ferenc József házassága alkalmából írt nagy zenekari művön, a Diadal-szimfónián dolgozott. A császári udvar nem engedélyezte a mű előadását, feltehetően azért, mert egy, az osztrák himnuszból vett rövid idézet nem eléggé feltűnő. Smetana nem csüggedt el, saját költségén bérelt egy zenekart, amely 1855. február 26-án a prágai Konvikt Teremben előadta a darabot. A mű csekély visszhangot kapott, a koncert gazdaságilag sikertelennek bizonyult.

#### Szomorú magánélet, elutasított tehetség

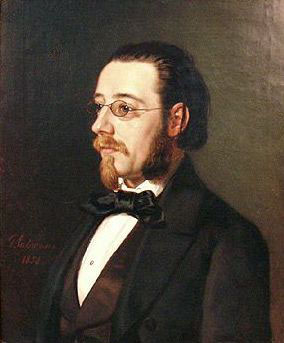
Smetana olajportréja 1854-ből

1854 és 1856 között több szerencsétlen dolog is történt Smetana életében. 1854 júliusában gümőkórban meghalt második lánya, Gabriela. Egy évvel később a már négyévesen is zenei tehetséget mutató elsőszülött lánya, Bedřiška halt meg skarlátban. Smetana az ő emlékére írta a g-moll zongoratriót, melyet 1855. december 3-án mutattak be Prágában. A zeneszerző szerint visszafogott volt a fogadtatása, de Liszt nagyon dicsérte. Röviddel Bedřiška halála után megszületett a pár negyedik lánya, Kateřina, de fiatalon, már 1856. júniusban meghalt. Ekkor már Kateřinánál is diagnosztizálták a gümőkórt.
1856-ban szerzett Smetana tudomást a forradalom alatt megismert egyik barátja, Karel Havlíček száműzetésben bekövetkezett haláláról. További aggodalmakra adott okot a prágai politikai hangulat változása. Minden remény elveszett, hogy egy felvilágosult kormányt nevezzenek ki és szociális reformokat vezessenek be, mert az 1848-as forradalom leverése után Ferenc József Alexander Bach bárónak teljhatalmat biztosított a megtorlások terén. A Zeneintézet jó híre ellenére Smetana még mindig nem ért el olyan magas beosztást, mint híres kortársai, például Alexander Dreyschock. A kritikusok szerint Smetana kristálytiszta, finom érintései sokkal közelebb állnak Chopin, mint Liszt stílusához. Ekkoriban a legnagyobb színpadi sikere az 1856 januárjában, Mozart születésének évfordulóján előadott d-moll zongoraverseny volt. Egyre inkább elégedetlen volt Prágával kapcsolatban, és mikor meghallotta, hogy Dreyschock milyen sikereket ért el Svédországban, úgy döntött, ő is ott próbál szerencsét. 1856. október 11-én ezt írta szüleinek: „Prága nem ismer el, így itt az ideje, hogy továbblépjek.” Első útja Göteborgba vezetett.

### Utazásai

#### Göteborg
Smetana először Kateřina nélkül ment el Svédországba. Lisztnek azt írta egyik levelében, hogy az embereknek itt zeneileg nem annyira kifinomult az ízlésük, de ebben lehetőséget látott arra, hogy olyan befolyást érjen, amire Prágában már semmi esélye nem lenne. Pár héten belül meg is tartotta első fellépését, és olyan zeneiskolát tudott nyitni, ahol rögtön túljelentkezéssel kellett szembenézni. Ezenkívül a Göteborgi Klasszikus Kóruszenei Szövetség karmestere is lett. Pár hónap elég volt ahhoz, hogy mind társadalmilag, mind szakmailag elismerjék a városlakók, de ezalatt kevés ideje maradt a zeneszerzésre. Felvázolta két jövőbeni zenekari művének, a Frithjofnak és A vikingek útjának a terveit, de mindkettőt félbehagyta.

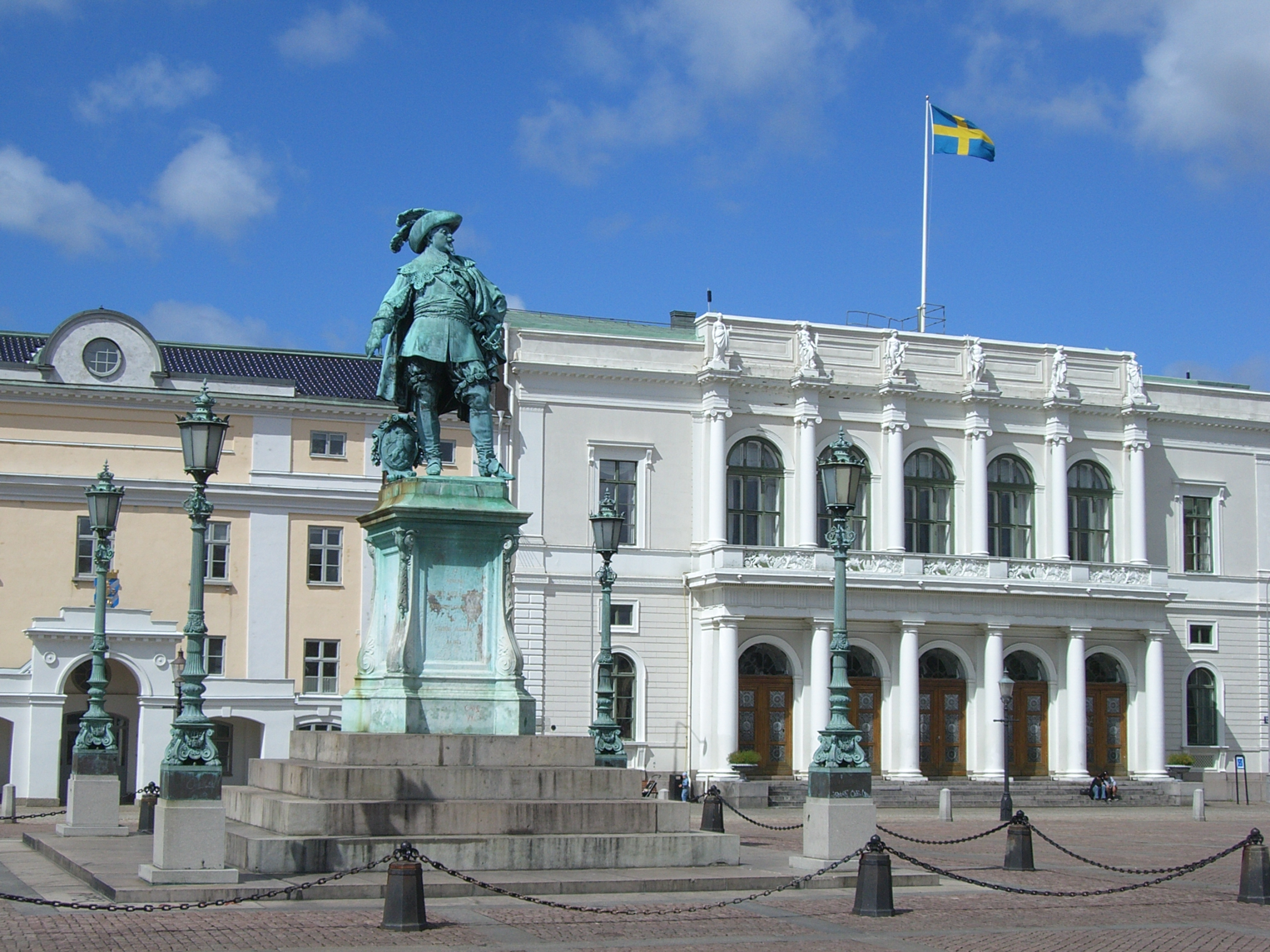
A svédországi Göteborg, ahol Smetana 1856 és 1861 között lakott

1857 nyarán Smetana hazament Prágába, és látta, hogy Kateřina állapota tovább romlott. Júniusban édesapja, František meghalt. Ősszel Smetana Kateřinával, és még életben lévő lányukkal, Žofiével visszatért Göteborgba, de előtte még meglátogatta Weimarban Lisztet. Az ok a Karl August Goethe-Schiller jubileumi ünnepség volt, ahol Smetana részt vett Liszt Faust-szimfóniájának és Az ideáloknak a bemutatóján. Ez adott neki lendületet és erőt a folytatáshoz. Liszt volt Smetana legbefolyásosabb tanára, ő ihlette meg a legtöbbször. Ez így volt most is, ennek az útnak köszönhetően éledt fel benne a zeneszerzés iránti vágy, és egy kicsit belekóstolhatott az elzárt göteborgi világon kívül folyó zenei életbe.
Svédországba visszatérve az új tanítványok között feltűnt egy háziasszony, Fröjda Benecke, aki hamarosan Smetana múzsája és szeretője lett. Neki ajánlotta Schubert Die schöne Müllerin dalciklusa két dalának átiratát, és az egyik korai zongoraművét átírta polkára. Ennek a Látomások egy bálban címet adta. Ekkortájt sokkal lendületesebben komponált. 1858-ban befejezte a III. Richard című szimfonikus költeményét, az első nagyobb zenekari művét a Győzelmi szimfónia óta. A következő darab a Friedrich Schiller Wallenstein drámatrilógiájának hatására megírt Wallenstein tábora volt, és nekiállt egy harmadik költeménynek, a Hakon Jarlnak, aminek az alapja Adam Oehlenschläger dán költő drámája volt. Smetana ezen felül két nagyívű zongoradarabot írt: a Macbeth és a boszorkányok-at, valamint egy C-dúr etűdöt Liszt stílusában.

#### Magány, újabb házasság, visszatérés Prágába
Polka A-mollban a Cseh táncok ciklusból, Op. 12, 1859

Probléma esetén lásd:Médiafájlok kezelése.
Kateřina egészsége tovább romlott, és 1859 tavaszán egy hazafelé tartó útján, 1859. április 19-én Drezdában meg is halt. Smetana azt írta, észrevétlenül halt meg, és csak akkor vették észre, mikor felfigyeltek a szokatlan csendre. Miután Žofiét Kateřina édesanyja magához vette, a zeneszerző Liszthez ment Weimarba. Itt részt vett Liszt egyik tanítványa, Peter Cornelius A bagdadi borbély című vígoperájának bemutatóján. Ez későbbi, operaszerzői karrierjére is hatással volt. Még ebben az évben meglátogatta öccsét, Karelt, ahol beleszeretett a házigazda nála 16 évvel fiatalabb keresztlányába, Barbora (Bettina) Ferdinandiovába. Az eljegyzés után az 1859-60-as télre visszaköltözött Göteborgba. A házasságkötésre 1860. július 10-én került sor, miután az ifjú pár együtt elutazott az északi országba. Az út tetőpontja a Stockholmban előadott zongorakoncert volt, ahol a svéd királyi család is tiszteletét tette. A pár első lánya, Zdeňka 1861. szeptemberben született.
Ezalatt a solferinói csatában elszenvedett vereség következtében meggyengült Ferenc József Habsburg birodalma, és Bachnak távoznia kellett a hatalomból. Így Prágában egyre nagyobb tér nyílt a szabad gondolkodásnak. Smetana 1861-ben úgy látta, nagyobb tér jut a cseh nacionalizmusnak és kultúrának. Mielőtt döntött volna sorsa felől, Hollandiába és Németországba ment egy koncertkörútra. Megpróbált még egyszer zongoristaként érvényesülni, de ezúttal is kudarcot vallott. Prágába visszatérve 1862. januárban a Žofín-szigeti koncertteremben előadta a III. Richardot és a Wallenstein várát, de nem kapott különösebb visszhangot. A kritikusok szerint művei túl közel állnak a Liszt által fémjelzett Új Német Iskolához. Smetana erre úgy válaszolt, „a prófétát saját hazájában soha nem értik meg”. 1862 márciusban rövid időre visszatért Göteborgba, de a város már egyáltalán nem érdekelte. Szerinte ez csak egy kis vidéki állóvíz, és akármilyen nehéz lesz is, neki Prágában kell szerencsét próbálnia. „Hazám olyan mélyen gyökeret vert a szívembe, hogy igazán csak ott érzem otthon magam. Ez az, amiért feláldozhatom magam."

## Későbbi évei

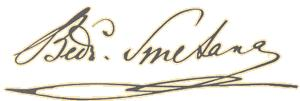
Smetana aláírása

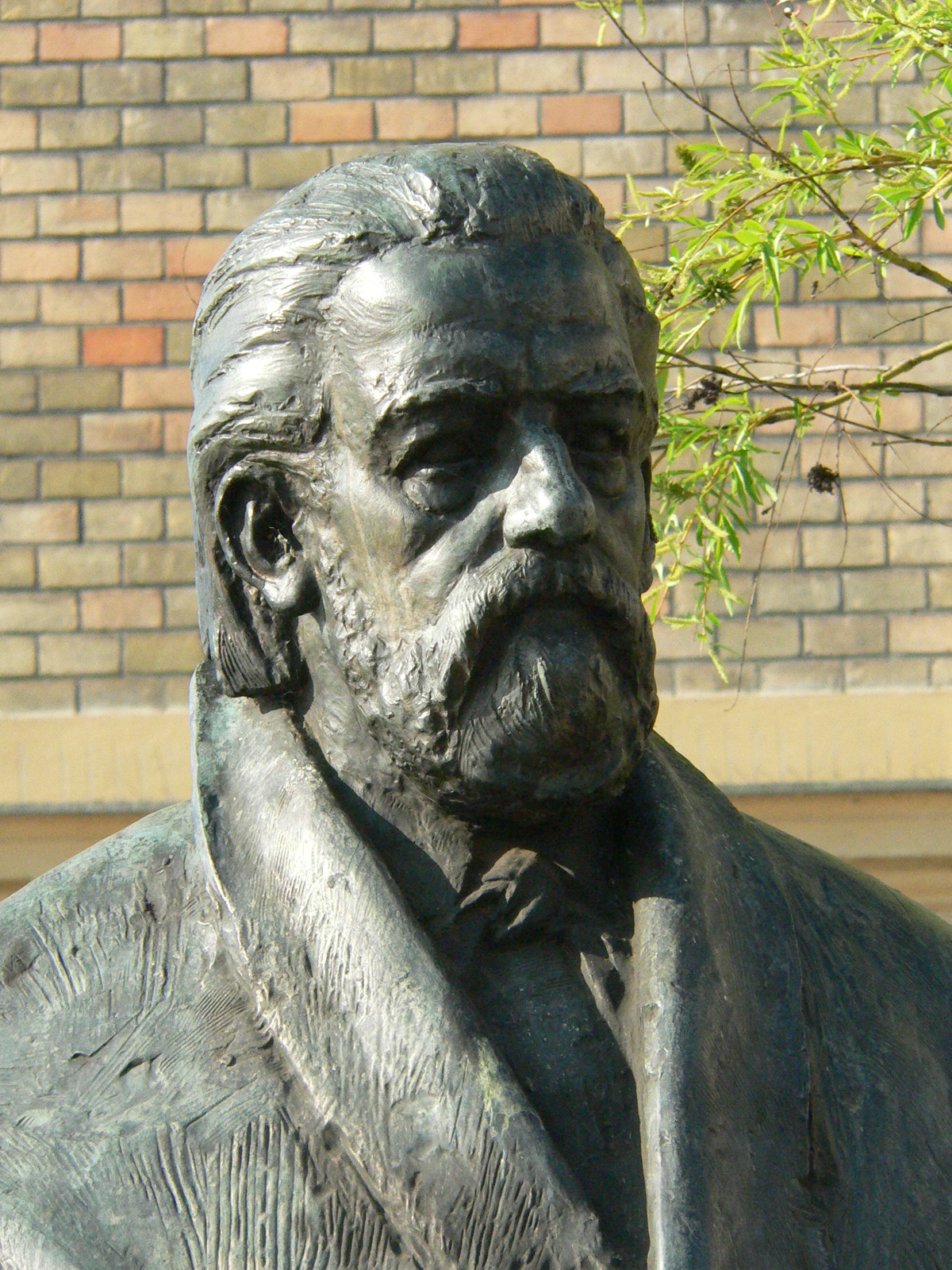
Smetana szobra Prágában, a Moldva partján

A siker A brandenburgiak Csehországban és Az eladott menyasszony című operák bemutatásával köszönt rá, melyeket Obříství-beli nyaralójában szerzett. A brandenburgiak Csehországban megkapta a legjobb cseh opera címet, de az első igazi hamisítatlan cseh opera Az eladott menyasszony volt. A mű sikerének köszönhetően 1866-ban a Prozatímní színház dirigense lett. Vett egy szerény kis házat egy Týn nad Bečvou nevű faluban, Olomouctól keletre.
1870 után Bedřich Smetana egészségi állapota rosszabbodni kezdett. Makacs kiütésektől és más problémáktól szenvedett. 1874-ben már jobb fülére nem hallott, majd ősz végére teljesen megsüketült, ami a szifilisz komplikációjaként lépett fel. Ezt a nemi betegséget minden bizonnyal szeretőjétől, Lella Ricci énekesnőtől kapta el (ezt a vélekedést Mirko Očadlík zenetudós tartja). Smetana egészségi állapota egyre romlott, a betegség következtében idegrendszere fokozatosan felmondta a szolgálatot. Életének utolsó évét Smetana lányánál, Zsófiánál és vejénél töltötte jabkenicei vadászházukban, Mladá Boleslav mellett. 1875-től kezdve már itt élt.
Sem a nehézségek, sem a süketség nem törték meg, és megírta a A titok, a Hubička és a Čertovu stěnu című operáit, majd mindkét vonósnégyesét, az Álmok és a Cseh táncok című zongoradarabokat, egy sor kórusművet, befejezte a Má Vlast (Hazám) című szimfonikus ciklust, és Prágai karnevál címmel új szimfonikus táncciklus szerzésébe kezdett.
Egészsége azonban annyira megrendült, hogy 1884. április 20-án a prágai Kateřinky elmegyógyintézetbe kellett szállítani. A zeneszerző életének utolsó, nehéz pillanatait örökíti meg Antonín Sova Z mého života (Életemből) című versében. A Nemzeti Színház építésekor mondta Bedřich Smetana emlékezetes gondolatát: „A zenében benne van a csehek élete.“

## Művei

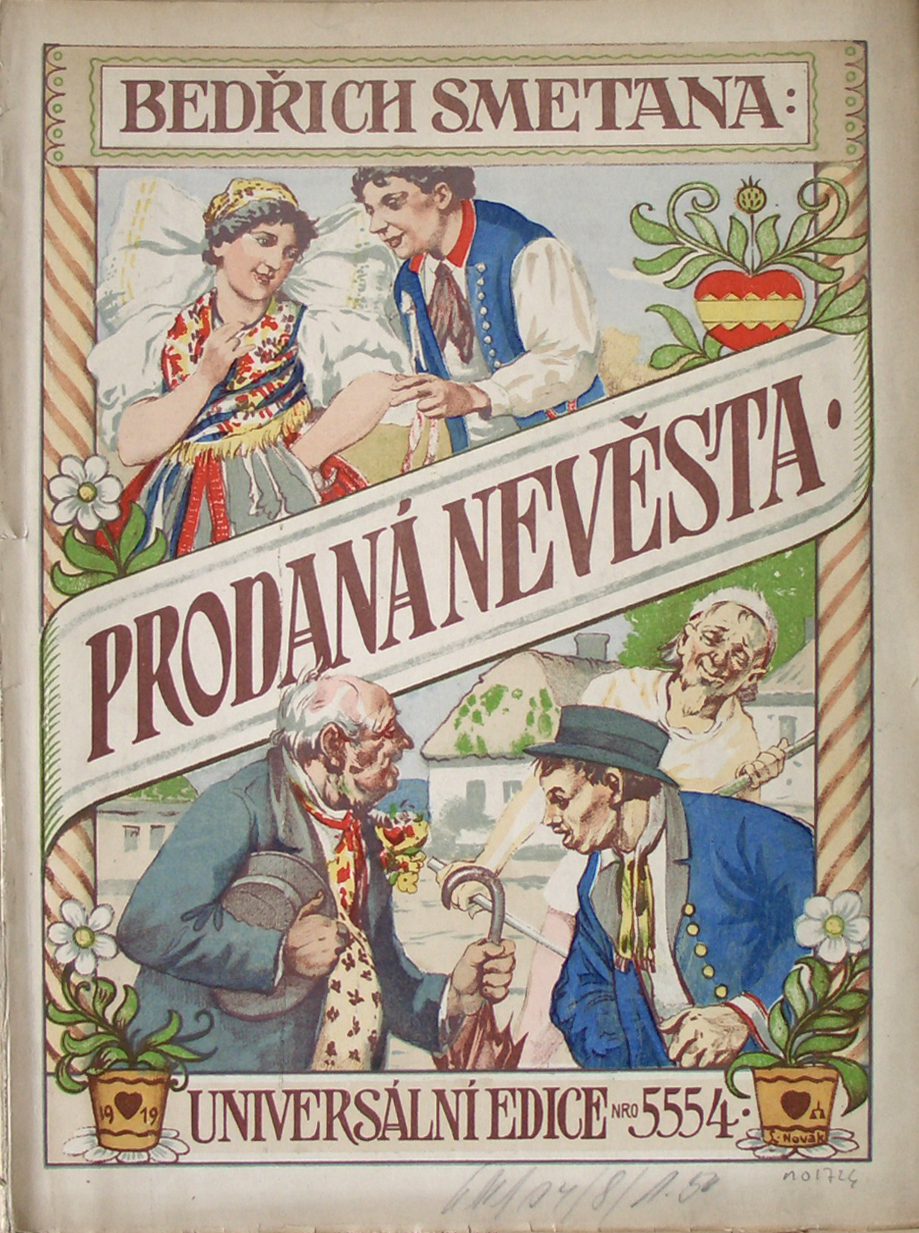
Az eladott menyasszony címlapja (1919)

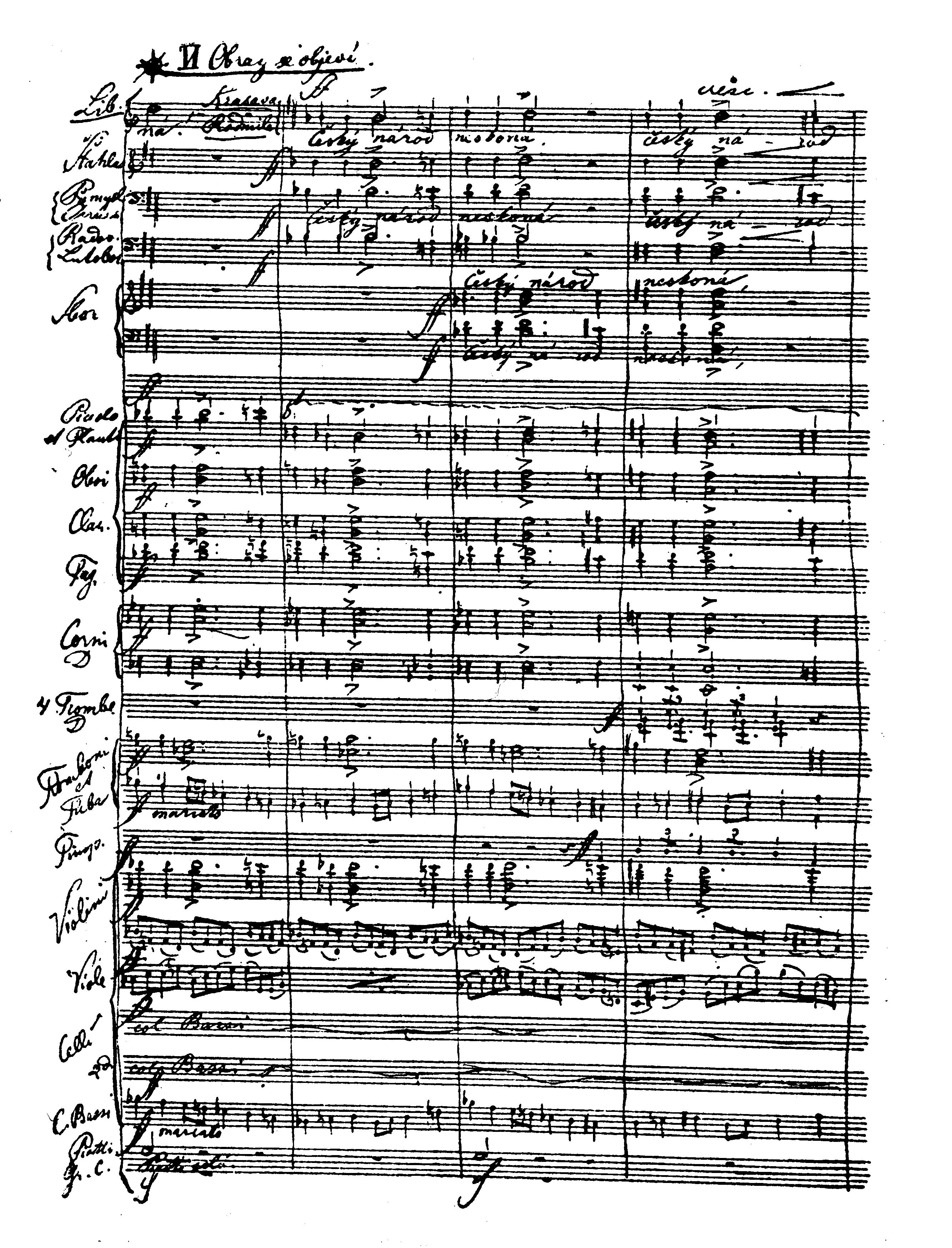
A Libuše partitúrájának egy oldala (Libuše fejedelemasszony jövendölése: „Český národ neskoná“ – „A cseh nemzet nem ér véget”)

### Operák
- A brandenburgiak Csehországban, (1862–1863, premier 1866)
- Az eladott menyasszony, (1864–1866, premier 1866)
- Dalibor, (1866–1867, premier 1868)
- Libuše, (1869–1872, premier 1881)
- Két özvegy, (1873–1874, premier 1874)
- A csók, (1875–1876, premier 1876)
- A titok, (1877–1878, premier 1878)
- Ördögszikla, (1880, premier 1882)
- Viola, töredék (1872–1884)

### Dalok
- Esti dalok, 5 ének Vítězslav Hálek verseire
- Első dalok
- Dalok Baron Goertz tragédiájára

### Kórusművek
- A cseh dal – kantáta vegyeskarra és zenekarra
- A szabadság dala – vegyeskarra és zongorára
- Cseh ének – férfikarra
- Meditabitur – vegyeskarra, orgonára és zenekarra
- Három vadász – férfikarra
- Odrodilec I., II., – férfikarra
- Paraszti – férfikarra
- A mi énekünk – férfikarra
- Ünneplő kórus – férfikarra
- Dal a tengerről – férfikarra
- Hozomány – férfikarra
- Imádság – férfikarra
- Jelszó I., II. – férfikarra
- Három női kar (Csillagom, Elszálltak a fecskék, Nyugszik a nap a hegyek mögött)

### Szimfonikus költemények
- Hazám – Vyšehrad, mácu, Vltava (Moldva), Šárka, A cseh erdőkön és mezőkön, Tábor, Blaník
- Svéd dalok – III. Richárd, Valdsteini tábor, Haakon Jarl
- Prágai karnevál – befejezetlen, első két része: Bemutatás, Polonéz

### Kamaradarabok
- Életemből – e-moll vonósnégyes
- d-moll vonósnégyes
- Otthonról – duó hegedűre és zongorára
- g-moll zongoratrió

### Zongoraművek
- Szalondarabok – Szalonpolkák (Luisina, Bettyna, Jiřinková,…)
- Koncertdarabok – Koncert etüd: A tengerparton
- Poetikus polkák
- Cseh táncok ciklus (4 polka, 10 Hulán, Mácu, Obkročák, Cibulička, Sousedská, Medvěd, Dupák,…)
- Macbeth és a boszorkányok
- Hat prelúdium
- e-moll szonáta
- e-moll nyitány
- C-dúr rondó

### Zenekari művek
- E-dúr Diadal-szimfónia – az osztrák nemzeti himnusz témájára (ma német himnusz, Joseph Haydn műve)
- Induló Shakespeare tiszteletére
- D-dúr előjáték
- C-dúr ünnepi előjáték – a Nemzeti Színház alapkőletételére
- Venkovanka, polka
- Libuša sorsa – zene egy élőképhez
- Halász – zene egy élőképhez
- Fanfárok Shakespeare III. Richárdjához
- Doktor Faust – előjáték bábjátékhoz
- Oldřich és Božena – előjáték bábjátékhoz
- B-dúr menüett
- Bajadérok – galopp

## Képgaléria

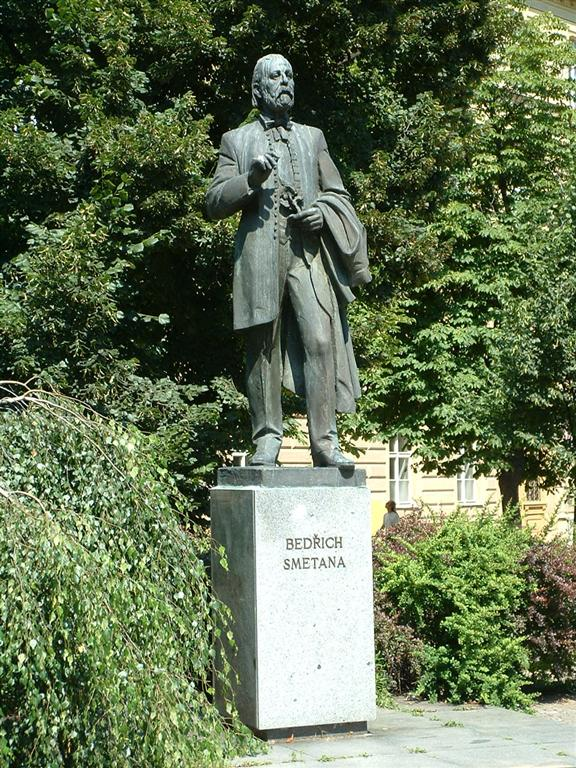
Szobor Plzeň városában
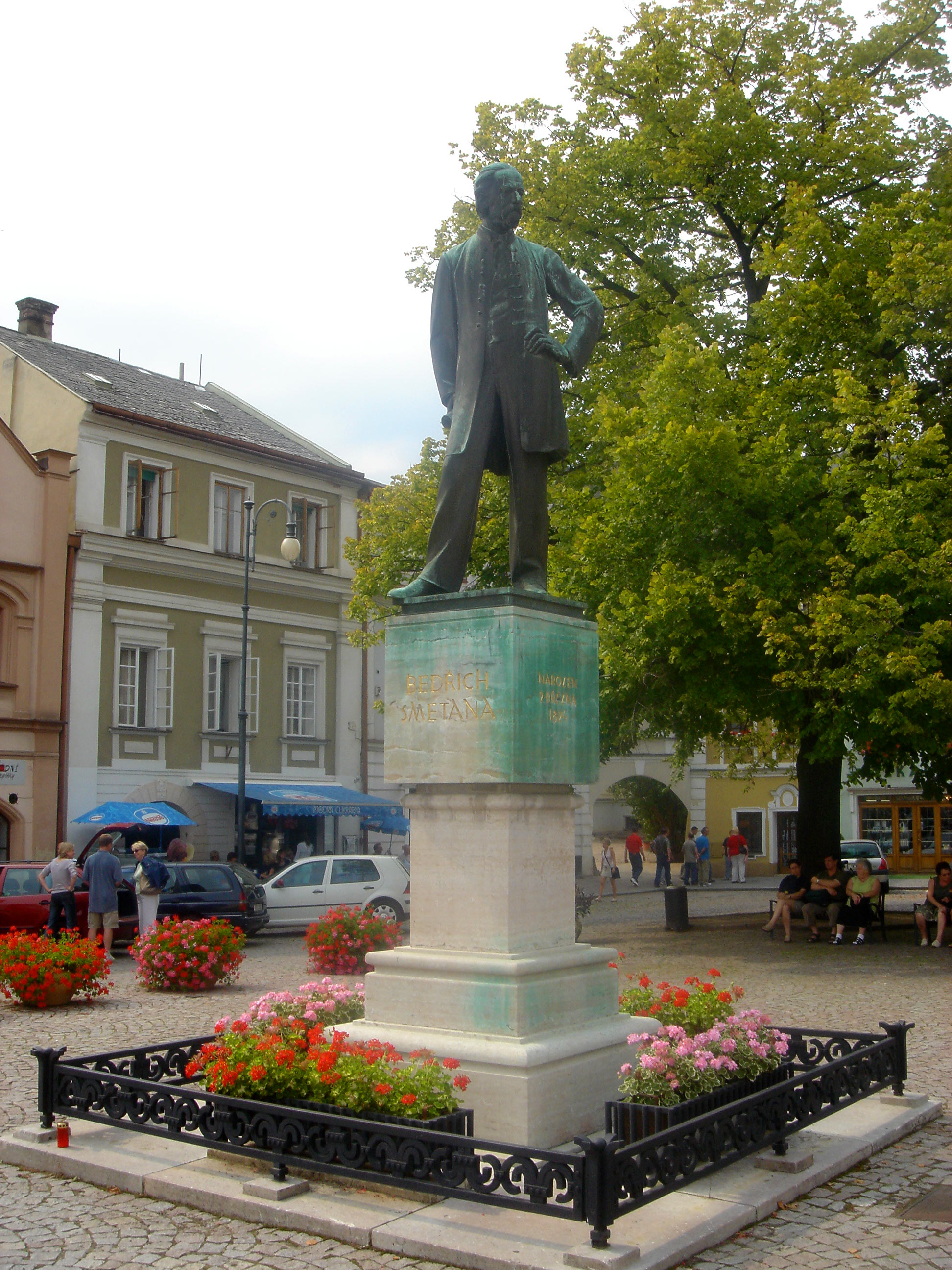
Szobor Litomyšl városában
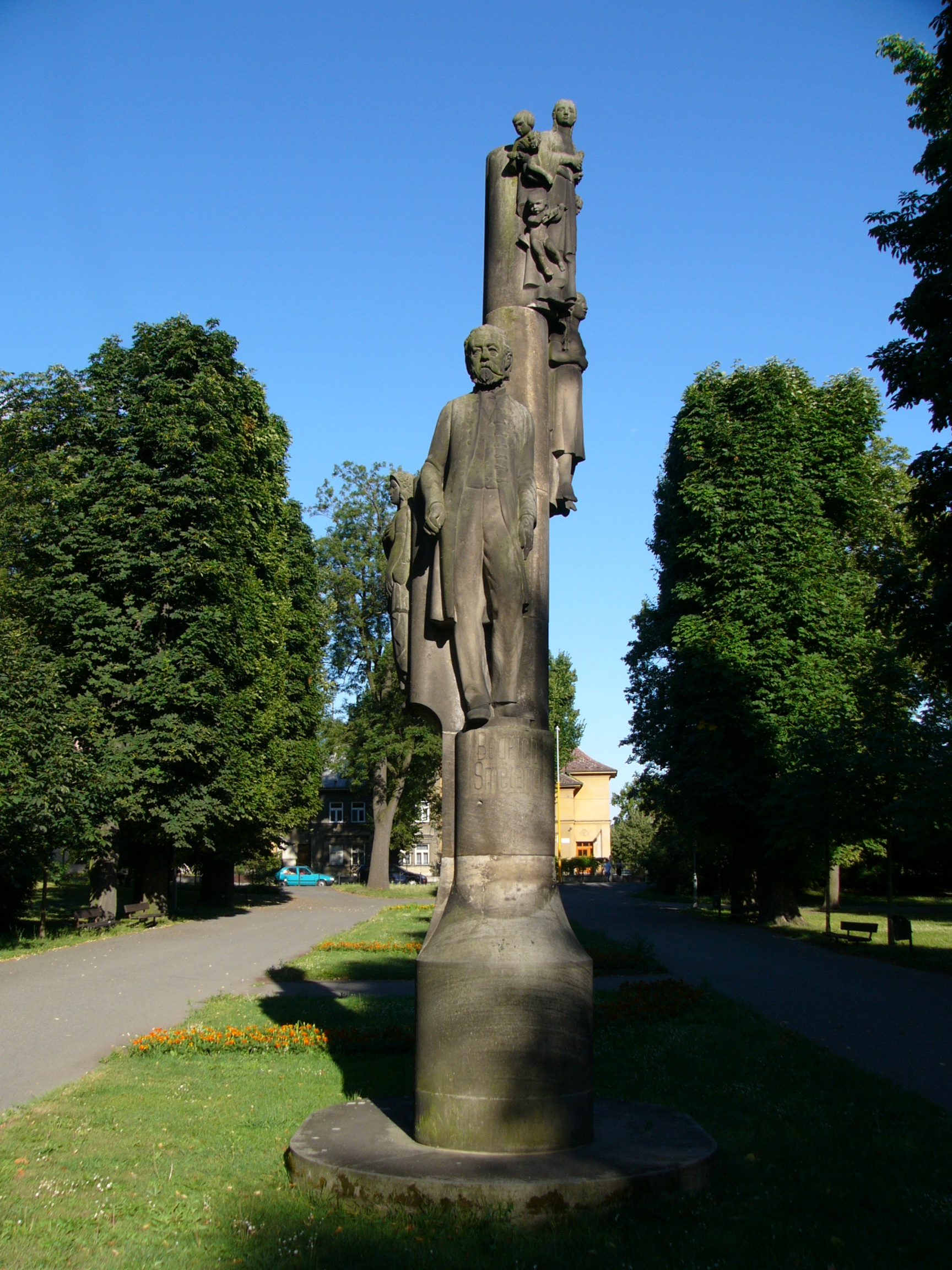
Emlékmű Olomouc városában, Smetanovy sady
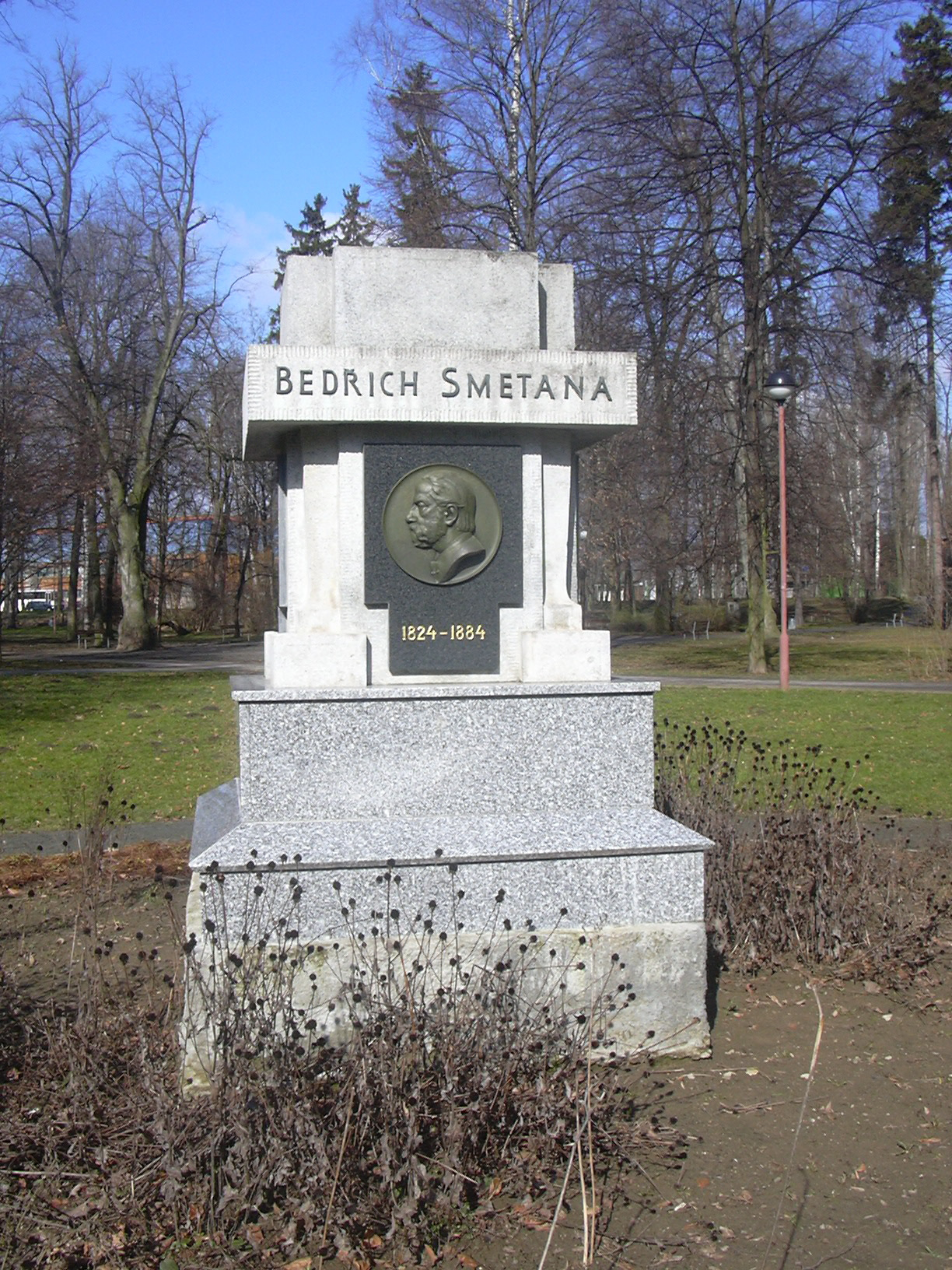
Emlékmű Vyškov városi parkjában
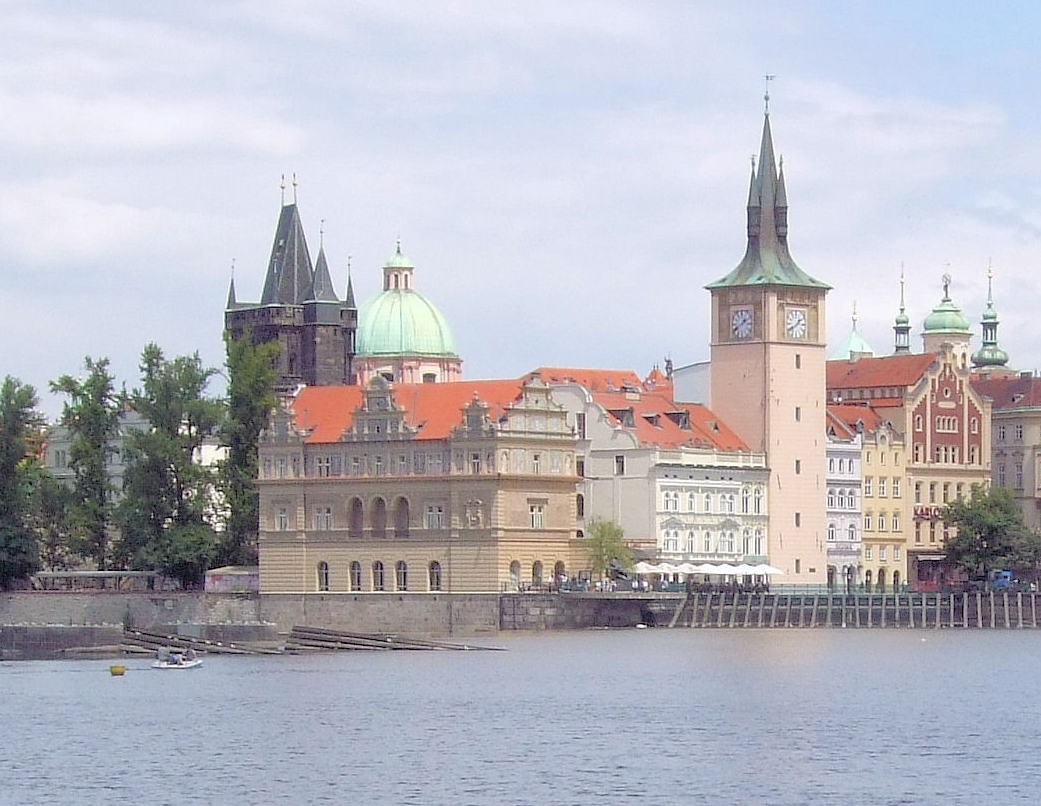
Bedřich Smetana Múzeum Prágában

|  |  |  |  |